# Можейко Дмитро Олександрович
 Дмитро́ Олекса́ндрович Може́йко — старший лейтенант Збройних сил України, учасник російсько-української війни, що відзначився під час російського вторгнення в Україну в 2022 році.

## Життєпис
Дмитро Можейко народився 23 січня 1993 року на Львівщині. У складі футзальної команди «Здвиг» виступав у гранд лізі футзалу Львова в сезоні 2017, 2017/2018, а також у сезоні 2018—2019 років та у другій лізі футзалу міста Львова влітку 2018 року й на Lviv Open Cup 2018. Разом з командою «Комфорт-Сервіс» у сезоні 2020/2021 років виступав у першій лізі Рівненської області. У сезоні 2021/2022 років виступав за команду «Нові імена» в першій лізі міста Львова. Має амплуа універсал. З початком повномасштабного російського вторгнення в Україну був мобілізований та перебуває на передовій.

## Нагороди
- орден Богдана Хмельницького III ступеня (2022) — за особисту мужність і самовіддані дії, виявлені у захисті державного суверенітету та територіальної цілісності України, вірність військовій присязі.